# Сонний параліч

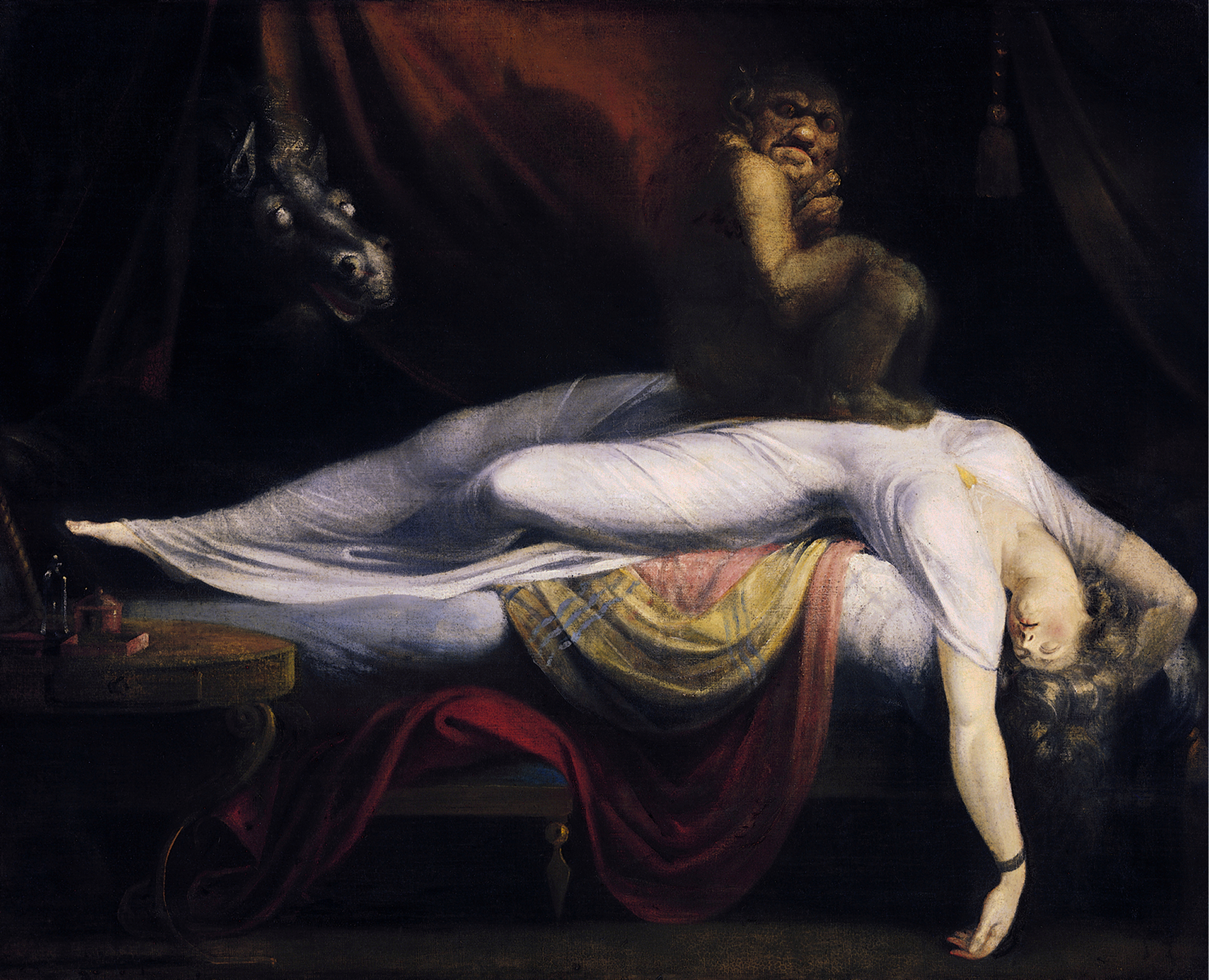
Нічний кошмар, Генрі Фюзелі (1781) — вважається одним із класичних зображень ефекту сонного паралічу, сприйнятого як візит демона.

Сонний пара́ліч (також сонний ступор, пара́ліч сну) — це феномен, при якому людина, засинаючи або прокидаючись, деякий час неспроможна поворухнутись. Загалом — це перехідний стан між сном і повним пробудженням, який характеризується цілковитою атонією (слабкістю) м'язів. Він може трапитись під час засинання або пробудження і з ним часто пов'язані жахливі видіння (наприклад, присутність когось чужого у кімнаті), на які людина ніяким чином не може зреагувати через параліч. 
Вважається, що такий стан спричинюється порушенням фази швидкого сну, яка характеризується цілковитою атонією м'язів, що дозволяє уникнути активності сплячої особи в той час, коли їй сняться сновидіння. Сонний параліч пов'язаний із такими психічними розладами як нарколепсія, мігрень, тривожний розлад та деструктивне апное сну; однак трапляються і поодинокі випадки такого паралічу, не пов'язані з іншими розладами.

## Класифікація
Дві основні класифікації сонного паралічу — це «ізольований сонний параліч (ІСП)» (англ. isolated sleep paralysis — ISP) та «рецидивний ізольований сонний параліч (РІСП)» (англ. recurrent isolated sleep paralysis — RISP). З цих двох типів, ІСП — набагато поширеніший, аніж РІСП. Епізоди ізольованого сонного паралічу є нечастими і тривають недовго, приблизно одну хвилину. Такий параліч може навіть трапитися тільки один раз за життя людини. Рецидивний сонний параліч, як видно з назви — це хронічний стан. Особа в цьому випадку страждає від частих епізодів РІСП протягом всього життя. Однією з головних відмінностей між ІСП та РІСП є тривалість стану. Епізоди рецидивного сонного паралічу можуть тривати навіть годину, а то й довше, і мають набагато частішу присутність ефекту досвіду поза тілом — в той час як епізоди ізольованого сонного паралічу зазвичай короткі (не довше однієї хвилини) і типово асоціюються із галюцинаціями, пов'язаними із сторонньою присутністю, або інкубом. Хоча в рідкісних випадках епізоди ІСП можуть тривати навіть до пів години. У випадку РІСП особа може страждати також від повторюваних епізодів сонного паралічу в одну й ту ж ніч, в той час як це є малоймовірним для осіб, які страждають від ІСП.
Буває важко розрізняти катаплексію, спричинену нарколепсією, і справжній параліч сну, оскільки обидва феномени фізично не розрізняються. Найкращий спосіб їх відрізнити — це визначити, коли напади трапляються найчастіше. Напади нарколепсії відбуваються зазвичай в момент, коли людина засинає; напади ІСП та РІСП трапляються найчастіше при пробудженні.

## Прояви та симптоми
Фізіологічно сонний параліч тісно пов'язаний із атонією фази швидкого сну — різновидом паралічу, який є природною складовою сну під час REM-фази. Сонний параліч трапляється або коли людина засинає, або коли прокидається. Якщо він відбувається під час засинання, індивід залишається при свідомості, в той час як тіло «вимикається» для сну REM, і цей тип розладу називається гіпнагогічним паралічем. Якщо він трапляється під час пробудження, людина приходить до тями ще до того, як завершується фаза швидкого сну, цей тип називається гіпнопомпічним паралічем. Параліч може тривати від декількох секунд до декількох хвилин, а в рідкісних випадках — цілі години, «…протягом яких в індивіда можуть проявлятись симптоми паніки» (описані нижче). Згідно з припущенням щодо взаємозв'язку зі сном REM, параліч не є цілковитим; як показує електроокулограма (ЕОГ), рух очей є все ще можливим під час епізодів швидкого сну; проте людина, яка переживає сонний параліч — нездатна говорити.

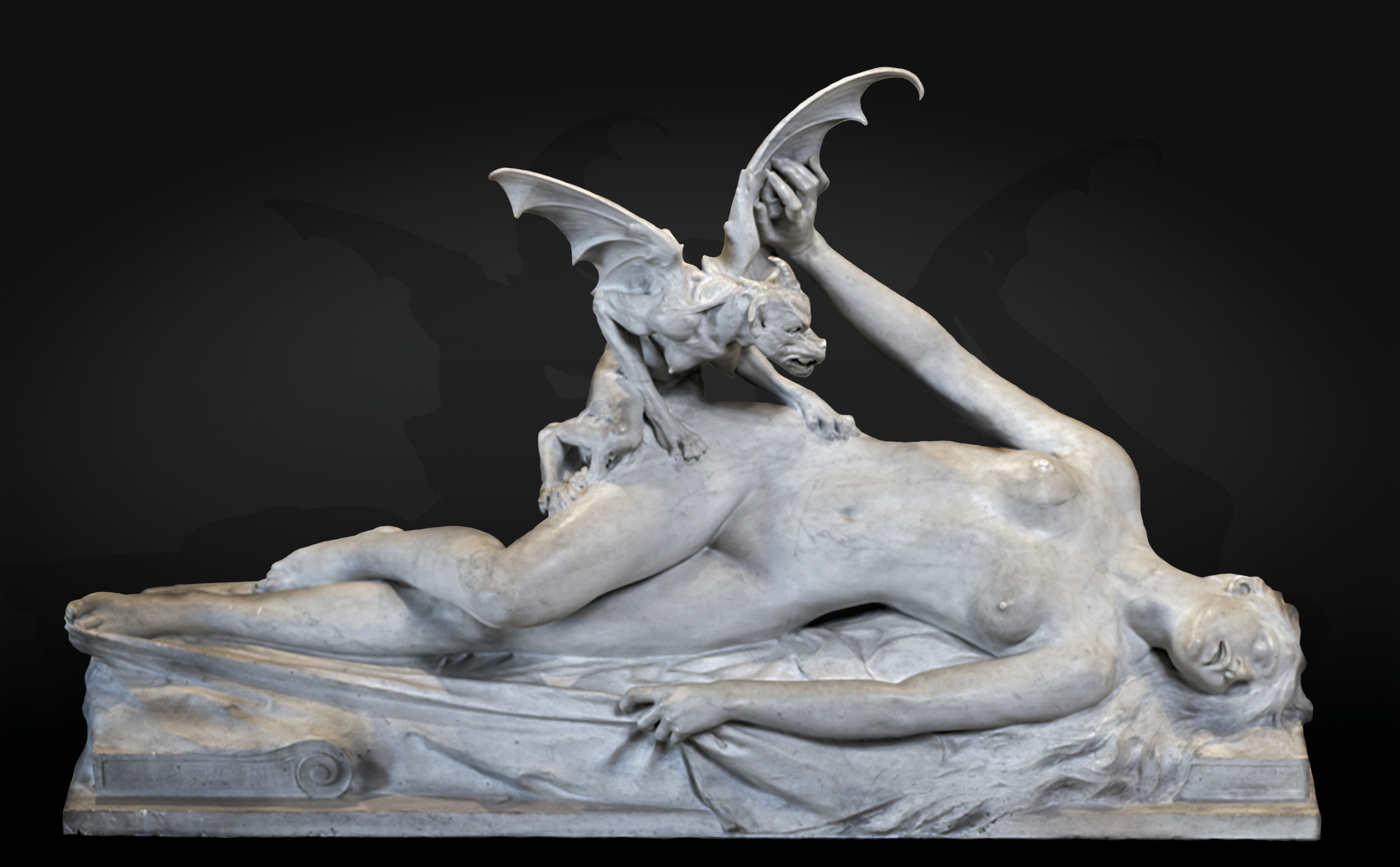
Le Cauchemar (Нічний кошмар), Eugène Thivier (1894)

Гіпнагогічні та гіпнопомпічні галюцинації — це симптоми, звичні для стану сонного паралічу. Деякі науковці підозрюють, що цей стан може бути поясненням доповідей щодо викрадення прибульцями, або зустрічей із примарами. Дослідження, яке провели Сьюзен Блекмор та Маркус Кокс (дослідження Блекмор-Кокс) від Університету Сходу Англії (University of the West of England), підтримують припущення, що розповіді про викрадення прибульцями — мають відношення радше до сонного паралічу, аніж до лабільності скроневої долі головного мозку. Існує три основні типи таких галюцинацій, які можуть мати зв'язок із патологічною нейрофізіологією. До них належать віра в те, що в кімнаті присутня стороння людина/істота, віра в присутність інкуба, та вестибулярні моторні відчуття.
Більшість людей, які мають досвід сонного паралічу, в його моменти бувають поглинуті відчуттям глибокого страху, оскільки вони відчувають загрозливу присутність у кімнаті в той час, коли вони паралізовані. Вважається, що феномен такого типу галюцинації спричинений надзвичайно невсипущим станом середнього мозку. Тобто, коли людина прокидається паралізованою і усвідомлює власну беззахисність, в мозку активується реакція на критичне становище. Така безпомічність може інтенсифікувати ефекти реакції на загрозу до рівня, значно вищого аніж рівень, типовий для звичайних сновидінь; це може пояснити, чому галюцинації під час сонного паралічу настільки реалістичні. Зазвичай, активація системи реагування на загрозу — це захисний механізм, який використовується організмом для визначення рівня небезпеки ситуації, та чи є для неї відповідним відчуття страху. Ця система пильності — еволюційно налаштована на трактування незрозумілих подразників як загрозливих, оскільки «помилка на користь обережності» збільшує шанси на виживання. Це могло б пояснити, чому ті, хто переживає сонний параліч — зазвичай вірять, що присутність, яку вони відчувають — зла. Мигдалевидне тіло бере активну участь у процесі активації реакції на загрозу, яка є складовою галюцинацій — і «присутності чужака», і вторгнення інкуба. Ще не вдалося детально визначити спосіб, у який спрацьовує система реагування на загрозу. Вважається, що або таламус отримує сенсорну інформацію і надсилає її до мигдалевидного тіла, яке керує емоційним станом — або мигдалевидний комплекс, передня частина поясної звивини (anterior cinguli), та структури у поясному покриві (tegmentum pontis) — співпрацюють для створення галюцинації. Також є висока імовірність того, що СП-галюцинації можуть бути наслідком обидвох цих теорій. Передня частина поясної звивини має широкий спектр кіркових (corticalis) з'єднань із іншими частинами кори, що дає їй змогу викликати всі ті різноманітні відчуття та емоції, які ми відчуваємо. Мигдалевидний комплекс допомагає нам розтлумачити емоційний досвід та діяти у відповідності до цієї оцінки. Найважливіше — він допомагає нам спрямовувати увагу на відповідні подразники у потенційно небезпечних ситуаціях та діяти відповідно. Для правильного функціонування мигдалевидного комплексу потрібні інформаційні сигнали від таламуса. Так створюється сигнальний шлях «мигдаловидне тіло — таламус», здатний провести детальне вивчення вхідних подразнень, що дає змогу швидко відреагувати у ситуації із потенційною загрозою для життя.
На загал, сигнальні шляхи дозволяють нам швидко проігнорувати незагрозливі ситуації. Однак під час сонного паралічу ці шляхи стають занадто збудженими та переходять у стан гіперактивності, внаслідок чого мозок сприймає кожен зовнішній сигнал як загрозу. Людина може самостійно створити ендогенні (внутрішні) подразники, що підлаштовуються під сприйняття загрози та додатково підсилюють його. Такий самий процес відбувається (із незначними відмінностями) і у випадку галюцинацій, в яких фігурує інкуб.

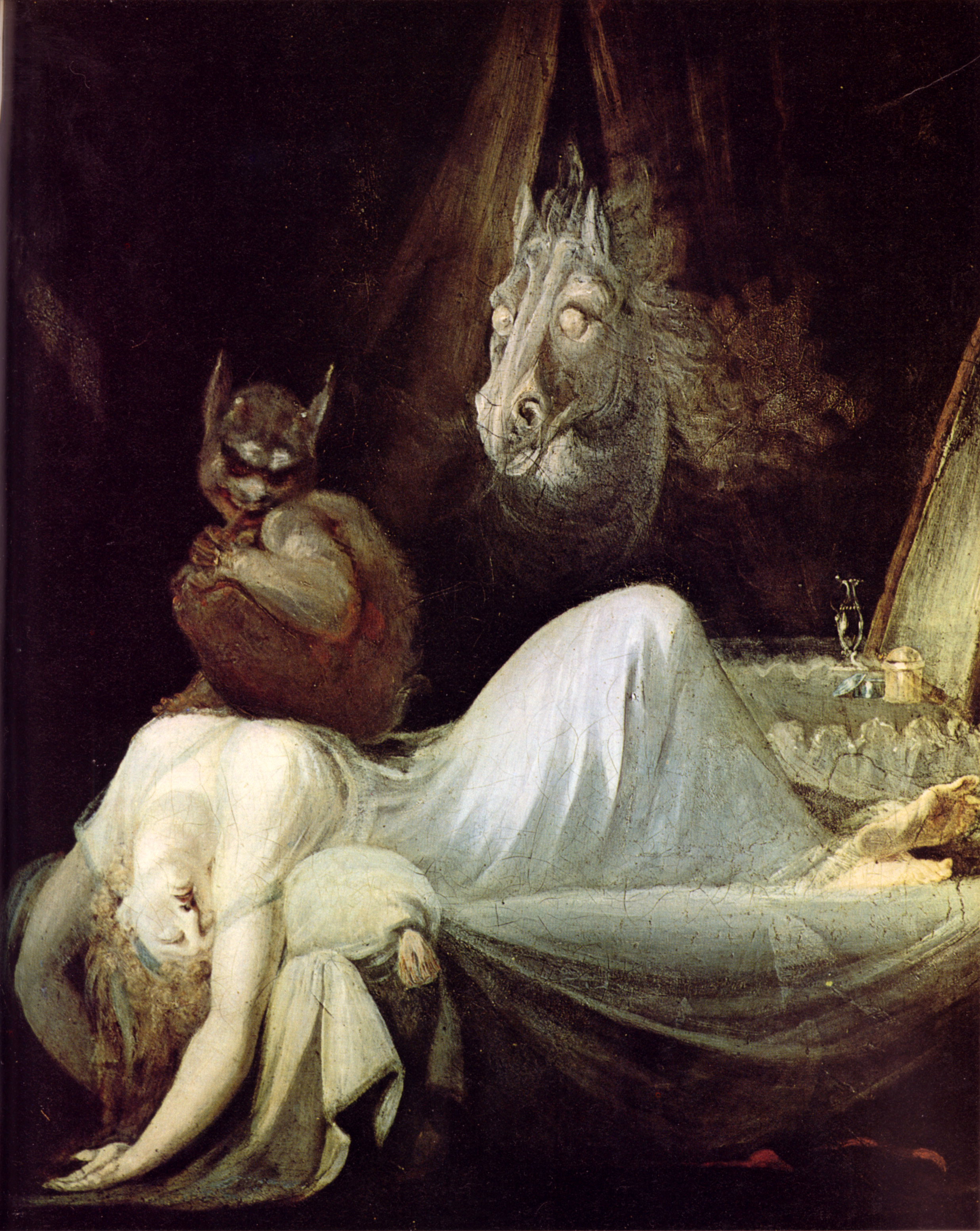
Нічний кошмар, Генрі Фюзелі (1783)

Галюцинації із інкубами — спричинені вірою сплячого в те, що чужак намагається задушити його. Вважається, що галюцинація із інкубом — це поєднання системи реагування на загрозу — та паралічу м'язів, що асоціюється із сонним паралічем, який усуває можливість свідомого контролю над диханням. Деякі властивості візерунків дихання під час фази швидкого сну — загострюють відчуття задухи. До них належать уривчасте швидке дихання, гіперкапнія, та незначне блокування дихальних шляхів — симптом, який переважає у пацієнтів із апное уві сні. Спроби вдихнути глибоко зазнають провалу, і дають індивідові відчуття опору, які система реагування на загрозу інтерпретує так, наче хтось сидить у людини на грудях і намагається задушити її. Відчуття, наче людину хтось схопив і душить, стає причиною появи петлі зворотного зв'язку, для якої використовується система реагування на загрозу: страх перед задишшям зростає в результаті тривалої безпомічності, що змушує людину боротися, аби завершити епізод сонного паралічу. Галюцинації із чужаком та інкубом міцно взаємопов'язані, і мають частковий зв'язок із третім видом галюцинації — вестибулярно-руховою галюцинацією, також відомою як «досвід поза тілом».
Третій тип галюцинацій відрізняється від двох інших тим, що в ньому задіяні мозковий стовбур, вестибулярні церебральні (cerebellar) та кіркові (cortical) центри — але не система реагування на загрозу. За нормальних умов, медіальне та вестибулярне ядра, кіркові, таламічні та церебральні центри координують такі речі, як рух очей та голови, а також орієнтацію у просторі. При сонному паралічі, ці механізми (зазвичай координують рухи тіла і забезпечують інформацію про позицію тіла) активуються, і оскільки немає явного руху, це їх заплутує, і вони створюють відчуття плавання, витання в повітрі. Вестибулярне ядро, зокрема, ідентифікується як таке, що має близький зв'язок із сновидіннями протягом фази швидкого сну. На відміну від інших двох типів галюцинацій, вестибулярно-рухові відчуття є наслідком абсолютно ендогенних (внутрішніх, уявних, створених мозком) джерел подразнення.

## Патопсихологія
Патопсихологія сонного паралічу ще не була цілковито визначена, однак існує декілька теорій щодо причини його появи в окремого індивіда. Перша з цих теорій походить із розуміння того, що параліч сну — це тип парасомнії, спричинений недоречним взаємним перекриванням станів фази швидкого сну та пробудження. Полісомнографічні дослідження виявили, що люди із паралічем сну мають коротшу, ніж зазвичай, латентність фази швидкого сну (час від моменту, коли людина засинає і до початку фази), на ряду із скороченими циклами повільного та швидкого сну, та фрагментації фази швидкого сну. Це дослідження підтримує спостереження, що втручання в звичайні режими сну може викликати епізод сонного паралічу, оскільки фрагментація фази швидкого сну зазвичай відбувається якраз під час руйнації звичного візерунка сну, і сьогодні часто помічається в поєднанні з сонним паралічем.
Іншою значною теорією є те, що механізми нервової системи, які відповідають за регулювання сну — виведені з рівноваги таким чином, що різні стани сну можуть накладатись один на одного. В цьому випадку групи холінергічних нейронів, які відповідають за засинання — гіперактивні, а групи серотонергічних нейронів, які відповідають за пробудження — низькоактивні. Як наслідок — клітини, здатні відсилати сигнали для повного пробудження зі сну (серотонергічні популяції нейронів) — мають проблеми із переборюванням інших сигналів — тих, які надсилаються іншими клітинами для утримування мозку в стані сну. За звичайних умов поріг для збудника, здатного вивести людину зі сну — значно підвищується протягом фази швидкого сну; проте у індивідів із сонним паралічем — майже не відбувається блокування екзогенного стимулу, що означає, що збудникові (стимулові) набагато легше примусити організм прокинутись. Може також бути наявною проблема з регулюванням мелатоніну, який при звичайних умовах керує серотонергічними групами нейронів. Кількість мелатоніну в організмі зазвичай знаходиться на найнижчій позначці в часі фази швидкого сну. Несвоєчасне стримування мелатоніну робить деполяризацію неможливою для нервових скупчень, які відповідають за пробудження, — коли до них надходить імпульс, який за звичайних умов призвів би до повного пробудження організму. Це дозволяє пояснити, чому фази швидкого сну та пробудження взаємно накладаються під час сонного паралічу, і однозначно пояснює параліч м'язів, який відбувається під час виходу зі сну. Якщо вплив нервових популяцій, які відповідають за сон, не може бути нейтралізований, в людини навіть коли вона прокидається — зберігаються характеристики фази швидкого сну. Типовими наслідками сонного паралічу є головний біль, біль або слабкість м'язів та/або параноя.
Дослідження відкрили генетичний компонент сонного паралічу. Характерна фрагментація фази швидкого сну, гіпнопомпічні та гіпнагогічні галюцинації — мають спадковий компонент в інших парасомніях, що збільшує довіру до тієї ідеї, що сонний параліч — спадковий. Досліди з близнюками виявили, що якщо один з близнюків монозиготної пари переживає явище сонного паралічу — то й з іншим близнюком таке може трапитись — із досить високою імовірністю. Ідентифікація генетичної складової означає, що існує певний розлад функціонування на фізіологічному рівні. Подальші дослідження мають бути проведені з метою визначення, чи є якась похибка у шляху сигналу для пробудження, як про це сказано у першій теорії, чи може відхилення варто шукати у регуляції мелатоніну, або й у самих нервових популяціях.

## Діагностика
Сонний параліч зазвичай діагностується шляхом виключення інших потенційних розладів сну, які могли б пояснити відчуття паралізованості. Психічний розлад, наявність ознак якого треба перевірити в першу чергу — це нарколепсія, зважаючи на значне поширення явища нарколепсії в поєднанні із сонним паралічем. Доступність генетичного тестування на нарколепсію полегшує завдання виключення її зі списку можливих причин СП. Як тільки всі інші розлади будуть відкинуті як невідповідні — опис епізоду СП, наданий пацієнтом, буде порівнюватись із описами типових відчуттів під час сонного паралічу, які були добре задокументовані. Якщо ці описи збігаються, і жоден інший розлад сну не може підпадати під ці симптоми — пацієнту ставлять діагноз «сонний параліч».

## Запобігання
Було визначено деякі обставини, які пов'язані із підвищенням ризику сонного паралічу. До них належать безсоння та депривація сну, незбалансований графік сну, спання у позиції на спині, стрес, зловживання стимуляторами, фізична втома, а також вживання деяких медичних препаратів, які використовуються для лікування СДУГ. Також вважають, що існує генетична складова в причині появи РІСП, відповідно до високої кількості паралельних випадків сонного паралічу у монозиготних близнюків. Було виявлено, що сон у позиції на спині особливо сприяє виникненню сонного паралічу.
Вважається, що спання на спині ставить сплячого під більшу загрозу виникнення епізоду СП, адже саме у цій позиції м'яке піднебіння може опуститись і перекрити дихальний шлях. Така можливість не залежить від того, чи ставили особі діагноз апное сну чи ні. При спанні в позиції на спині може також відбуватися більша кількість мікропробуджень, оскільки гравітація спричиняє більший тиск на легені.
В той час як багато факторів можуть підвищити ризик ІСП чи РІСП, їх можна уникнути шляхом невеличкої зміни способу життя. Дотримуючись регулярного графіка сну та хорошої гігієни сну, можна значно зменшити шанси появи сонного паралічу. Декому також допомагає зменшення прийняття стимуляторів та пониження рівня стресу в щоденному житті шляхом вибору нового хобі, або зустрічі із професійним психологом, хто може запропонувати механізми боротьби зі стресом. Однак у деяких випадках ІСП та РІСП задіяний генетичний фактор, що означає, що для деяких людей сонний параліч може виявитися неминучим.

## Лікування
Лікування починається із навчання пацієнта — йому розповідають все про різні стани сну та атонію м'язів, пов'язану із фазою швидкого сну. Пацієнта варто перевірити на нарколепсію, якщо симптоми не зникають. Найбезпечнішим методом лікування сонного паралічу є переконання людей у потребі змінити режим сну на здоровіший. Проте у серйозних випадках — є можливість і більш клінічних методів лікування. Найуживанішими в цьому випадку медикаментами є трициклічні антидепресанти та селективні інгібітори зворотного захоплення серотоніну (СІЗЗС). Незважаючи на той факт, що такі методи лікування приписуються у серйозних випадках РІСП, важливо зауважити, що ці медикаменти ефективні не для всіх. На даний момент ще не винайдено ліків, які змогли б цілковито припинити появу епізодів сонного паралічу на більшість часу.

## Прогноз
Сонний параліч не становить серйозної небезпеки для здоров'я тих, з ким він трапляється, незважаючи на той факт, що він буває надзвичайно жахливим досвідом. Синдром раптової нічної смерті — це розлад із смертельним кінцем, який, як вважають, має зв'язок із сонним паралічем; тим не менш, їх все одно сприймають як цілковито різні розлади, тож тим, хто страждає від СП — не варто через це хвилюватись.

## Поширення
Ізольований сонний параліч зазвичай зустрічається у пацієнтів із діагнозом «нарколепсія». Приблизно 30-50 % людей, у яких діагностували нарколепсію — переживали сонний параліч як додатковий симптом. Поширення явища сонного паралічу для загальної чисельності населення становить за приблизними підрахунками 6,2 %. Більшість індивідів, з якими траплявся сонний параліч — мають спорадичні повторення цього явища — в середньому від одного разу на місяць, до одного разу на рік. Лише 3 % індивідів, які мали досвід сонного паралічу, непов'язаного із нейром'язовим розладом — мають такі епізоди щоночі, тому їх, як зазначено вище, можна діагностувати як таких, що страждають від РІСП. Параліч сну — настільки ж поширений для чоловіків, як і для жінок, однак, деякі вікові групи бувають більш вразливими до розвитку сонного паралічу. Приблизно у 36 % загального населення, яке має досвід ізольованого сонного паралічу, цей розлад розвинувся у віці між 25 та 44 роками життя.

## Історія
Перше визначення сонного паралічу було зашифроване Семюелом Джонсоном у його Словнику англійської мови під терміном «нічний кошмар». Цей термін з ходом часу розвинувся до нашого сучасного визначення. Такий сонний параліч на той час повсюдно сприймався як справа рук демонів, і навіть точніше — інкубів, які, як вважалося, полюбляють сидіти на грудях сплячих людей. У давньоанглійській мові ці істоти мали назву mare або mære (пор. укр. Мара — богиня ночі і страшних сновидінь, донька Чорнобога) — слово походить від прагерманського слова *marōn, яке в свою чергу було запозичене із давньоскандинавської мови (mara). Звідси і його вживання як частини слова — англ. nightmare (укр. кошмар, примара). Слово також може бути етимологічно спорідненим із грецьким Marōn (у Одіссеї) та санскритським Māra (демон).
Різні форми магічної та демонічної одержимості були теж запропоновані як потенційні причини. У Європі XIX століття відповідальність за СП накладалася на примхи дієти. Так, у Різдвяній пісні Чарльза Дікенса, Ебенезер Скрудж вважає появу примари, яку він бачить, спричиненою «неперетравленими шматком яловичини, краплею гірчиці, крихтою сиру та частинкою недовареної картоплини…» У подібній манері Господарська енциклопедія (1881) пропонує таку пораду щодо нічних кошмарів:

| «Значну увагу треба приділяти регулярності та вибору дієти. Будь-яка нестриманість — шкідлива, але ніщо так не сприяє розвиткові цієї „хвороби“, як пиття поганого вина. До їжі, від якої в першу чергу треба відмовлятись, належать всі види жирного та масного м'яса, а також кондитерська випічка… Легкі фізичні вправи дозволяють значно полегшити травлення та запобігти метеоризму; однак ті, хто обмежений виконанням сидячої роботи, повинні особливо уникати важкої розумової чи фізичної праці відразу після прийняття їжі. Якщо ви лягаєте спати раніше ніж зазвичай — це теж може стати причиною нічних кошмарів; так само трапляється і коли ви спите надто довго, або вночі довго не можете заснути. Проведення всієї ночі, чи її частини без сну — теж може дати початок хворобі, адже це викликає міцний сон пацієнта наступної ночі. Потурання бажанню поспати довше вранці — майже безпрограшний метод викликати пароксизм, і чим частіше він повторюється, тим більшої сили набуває; бажання поспати в цей час стає майже нездоланним.»[20] Оригінальний текст (англ.) «Great attention is to be paid to regularity and choice of diet. Intemperance of every kind is hurtful, but nothing is more productive of this disease than drinking bad wine. Of eatables those which are most prejudicial are all fat and greasy meats and pastry… Moderate exercise contributes in a superior degree to promote the digestion of food and prevent flatulence; those, however, who are necessarily confined to a sedentary occupation, should particularly avoid applying themselves to study or bodily labor immediately after eating… Going to bed before the usual hour is a frequent cause of night-mare, as it either occasions the patient to sleep too long or to lie long awake in the night. Passing a whole night or part of a night without rest likewise gives birth to the disease, as it occasions the patient, on the succeeding night, to sleep too soundly. Indulging in sleep too late in the morning, is an almost certain method to bring on the paroxysm, and the more frequently it returns, the greater strength it acquires; the propensity to sleep at this time is almost irresistible.» |

## Фольклор
- Українські народні вірування пояснювали сонний параліч діями домовика. Він міг душити вночі людей як з неприязні, так і для знайомства з новим хазяїном хати. Також це могло бути доброю ознакою, якщо домовик, душачи людину, сміється[21].
- У скандинавському фольклорі сонний параліч спричиняється марою — надприродним створінням, яку порівнюють з інкубом та сукубом. Мара — це жахлива проклята жінка, чиє тіло вночі, непомітно для неї самої, незбагненно піднімається і витає в повітрі. В цьому стані вона навідує селян та сідає їм на груди, спричиняючи цим самим жахливі сновидіння. Шведський фільм Маріанна досліджує фольклор, пов'язаний із сонним паралічем.[22]
- Вірування простолюду у Ньюфаундленді, Південній Кароліні та Джорджії (штати США) — описують негативну постать відьми, яка вночі покидає своє фізичне тіло і сідає на грудну клітку жертви. Жертва зазвичай прокидається із почуттям жаху, має проблеми з диханням внаслідок тиску на груди важкої невидимої маси, а також не може поворухнутись тощо, — словом, переживає сонний параліч. Досвід такого нічного жаху описується як «загнузданий відьмою» у науці Галли. «Стара відьма» (англ. "Old Hag") була привиддям нічного кошмару у британському, а також англомовному фольклорі Північної Америки.
- У Фіджі це явище сприймають як kana tevoro, «поїдання» демоном. У багатьох випадках таким демоном може бути дух нещодавно померлого родича, який повернувся через якісь незавершені справи, або для того, аби передати якусь важливу інформацію живим. Часто люди, які сплять поряд із враженою особою — промовляють: kania, kania, — «їж, їж!» — намагаючись продовжити час одержимості, сподіваючись на розмову із мертвим родичем чи духом і шукаючи відповідь на те, чому цей родич повернувся. Коли людина виходить зі стану «одержимості» — її часто просять негайно проклясти, або прогнати духа мертвого родича, для чого іноді треба буквально промовляти до духа і наказувати йому йти геть, а то й використовувати лайливі слова.
- У Нігерії «схоже, що ІСП набагато поширеніший та частіше повторюваний поміж людьми африканського походження, аніж поміж білими, або Нігерійськими Африканцями»,[5] і часто сприймається у африканській спільноті як «диявол на спині».[23][24][25]
- В Туреччині параліч сну називають словом karabasan, і його опис схожий і до інших історій про візити демонів протягом сну. Надприродна істота, широко відома як джин (cin у турецькій мові), входить до кімнати жертви, тримає її достатньо міцно, аби не допустити ані найменшого руху, і починає душити (вдавлювати) людину. Щоб позбутися цієї істоти, треба помолитися до Аллаха, промовляючи при цьому певний текст із Корану.
- У Таїланді люди вірять, що сонний параліч та дискомфорт спричинені привидом із тайського фольклору, відомим як Фі Ам (тай. ผีอำ).[26] Дехто стверджує, що після візиту цього духа на тілі можуть залишитися шрами.[27] Оповіді про цього духа є звичними для тайських коміксів.[28]
- У південних штатах США дорослі ставляться до цього як до «відьми, яка їздить на вашій спині».
- У фольклорі Східного Китаю вважається, що мишка може викрасти людське дихання вночі. Людське дихання дає миші силу, даруючи довголіття і можливість короткочасно перетворитися на людину вночі, так само як це відбувається і з духами лисиць. Особа, чиє дихання було викрадене мишею, яка сиділа біля обличчя або під ніздрями особи — переживає сонний параліч.

## Навколо світу

### Східна Азія
- У культурі Китаю сонний параліч широко відомий як «鬼壓身/鬼压身» (піньїнь: guǐ yā shēn) або «鬼壓床/鬼压床» (піньїнь: guǐ yā chuáng), що дослівно перекладається як «привид, який тисне на тіло», або «привид, який тисне на ліжко». Сьогодні вживається дещо інший термін — «夢魘/梦魇» (піньїнь: mèng yǎn).
- У японській культурі явище сонного паралічу має назву kanashibari (金縛り), дослівно — «зв'язаний», або «закований у метал», від «kane» (метал) та «shibaru» (зв'язувати, приковувати, прищіпати). Цей термін іноді використовується англомовними авторами для означення феномену — як в академічній, так і у популярній літературі з психології.[29]
- У культурі Кореї сонний параліч називається gawi nulim (хангиль:가위눌림), буквально — «втиснений донизу привидом». Явище часто асоціюється із вірою в те, що дух чи привид лежить зверху, або втискає жертву донизу.
- У культурі Монголії нічні жахи в цілому, так само як і сонний параліч — окреслюються дієслівною фразою khar darakh (на письмі — kara darahu), що означає «бути втисненим Чорним» або «коли Темний давить» Kara означає «чорний», і може мати відношення до персоніфікації темної сторони (зла). Kharin buu означає «шаман чорноти» (шамана темної сторони можна зустріти лише на далекій півночі Монголії), в той час як tsaghaan zugiin buu означає «шаман білого напрямку» (стосується шаманів, які викликають виключно доброзичливих духів). Пор. слово «karabasan» в турецькій мові, яке може походити із доісламських часів, коли у турків була та ж релігія й міфологія, як і в Монголів. Див. міфологія тюркських та монгольських народів і тенгріанство.

### Південно-Східна Азія
- У культурі Камбоджі, Лаосу та Таїланду сонний параліч має назву phǐǐ am або khmout sukkhot. Описується як подія, під час якої особа спить і їй сниться, що одна, а то й більше примарних істот знаходяться поблизу неї, або схопили її. Жертва нездатна поворухнутись, чи зробити будь-який звук. Це явище не варто плутати з одержимістю, яка окреслюється термінами pee khao та khmout jool.
- У культурі Хмонгів сонний параліч розуміють як дію нічного духа, який давить сплячих, dab tsog. Dab tsog нападає на сплячих, сідаючи їм на груди, іноді — намагаючись їх задушити. Дехто вважає Dab tsog відповідальним за синдром раптової нічної смерті, який забрав життя понад сотні іммігрантів із Південно-Східної Азії — наприкінці 1970-х та на початку 1980-х. Адлер (2011) запропонувала біокультурний погляд на сонний параліч та раптову смерть. Вона припускає, що взаємодія між синдромом Бругада (генетичний серцевий розлад) і традиційним значенням нападу dab tsog — лежать в основі раптових смертей.[30]
- У культурі В'єтнаму сонний параліч називають ma đè, що означає «бути утримуваним духом», або bóng đè, що означає «бути утримуваним тінню».
- У культурі Філіппін bangungut традиційно пов'язують із нічними кошмарами.[31] Люди, які стверджують, що пережили такий нічний кошмар — описують симптоми сонного паралічу.
- У Новій Гвінеї люди називають цей феномен Suk Ninmyo, і вірять що він походить від священних дерев, які використовували людську сутність для підтримування власного життя. Вважається, що ці дерева поїдають людську сутність протягом ночі, щоб не турбувати щоденне життя людини, але іноді люди прокидаються серед ночі, під час годівлі, що стає причиною паралічу.
- В Малайзії сонний параліч відомий під назвою kena tindih (або ketindihan у Індонезії), що означає «одержимість».[32] Подібні інциденти вважаються справою рук злої сили; те, що помічають люди — як вони це називають, «сліпі плями поля зору» — називають демонічними істотами.

### Південна Азія
- У Пакистані сонний параліч вважають пов'язаним із Шайтаном (урду: شيطان) (Сатаною), злими джинами або демонами, які захоплюють чуже тіло. Так само як і в Ірані, там цей гуль відомий під назвою «baktak» (урду: بختک) або «ifrit». Також існує версія, що це явище може спричинити чорна магія у виконанні ворогів або заздрісників. Люди, а особливо діти та молоді дівчата, носять тавіз (урду: تعویز) (амулет), аби уникати злих очей. Заклинання, замовляння та прокляття також можуть спричинити переслідування особи з боку гулів. Вважається, що деякі будинки та місця населяють злі духи, демонічні або інші надприродні істоти, і вони можуть переслідувати людей, які мешкають в таких місцях, особливо вночі. Мусульманські святі (імами, мавлаві, суфії, мулли, факіри) виконують обряд екзорцизму над тими особами, які вважаються одержимими. Будинки, доми та різні місця благословляються та освячуються муллами або імамами, шляхом начитування Корану та Азану (урду: أَذَان) — заклику до молитви в Ісламі, який виконується муедзином.
- У Бангладеші феномен сонного паралічу називають словом boba, що означає «безмовний», оскільки люди, які від нього страждають, нездатні ані поворухнутись, ані заговорити, як би вони цього не хотіли.
- У Тамілнаду та культурі тамілів у Шрі-Ланці, цей феномен називають «Amuku Be», або «Amuku Pei», що дослівно означає «привид, який втискає вас донизу».
- У Непалі, особливо в культурі народу Нева, його знають під терміном «Khyaak» — схожа на примару істота, яка, згідно з віруваннями, мешкає у темряві під сходовими клітками будинків.